# Azíz Búderbála
Azíz el-Idrísszi Búderbála (arabul: عبد العزيز الإدريسي بودربالة); Casablanca, 1960. december 26. –) marokkói válogatott labdarúgó. 2006-ban a CAF beválogatta az elmúlt 50 év 200 labdarúgója közé.

## Pályafutása

### Klubcsapatban
Casablancában született. 1977 és 1984 között szülővárosa csapatában a Vidad Casablancában futballozott, melynek tagjaként 1978-ban megnyerte a marokkói bajnokságot. 1984 és 1988 között a svájci Sion játékosa volt. 1988-tól 1992-ig Franciaországban játszott. 1988 és 1990 között a Racing Paris, 1990 és 1992 között az Olympique Lyon labdarúgója volt. Az 1992–93-as szezont a portugál Estoril Praia csapatánál töltötte. 1993 és 1995 között a St. Gallen együttesében játszott Svájcban.

### A válogatottban
1979 és 1992 között 57 alkalommal játszott a marokkói válogatottban és 14 gólt szerzett. Tagja volt az 1980-as afrikai nemzetek kupáján bronzérmes válogatott keretének, emellett részt vett az 1986-os, az 1988-as, valamit az 1992-es afrikai nemzetek kupáján és az 1986-os világbajnokságon, ahol a marokkóiak összes mérkőzésén kezdőként lépett pályára.

## Sikerei, díjai
Vidad Casablanca
- Marokkói bajnok (1): 1977–78

FC Sion
- Svájci kupagyőztes (1): 1985–86

Marokkó
- Afrikai nemzetek kupája bronzérmes (1): 1980